# Кондратьев, Роальд Борисович
Роальд Борисович Кондра́тьев (23 октября 1929, г. Краснодар, Северо-Кавказский край, РСФСР, СССР — 23 мая 2017) — советский и российский учёный в области технологии возделывания зерновых культур в Сибири и на Дальнем Востоке, академик ВАСХНИЛ (14.06.1988), академик РАН (30.09.2013).

## Биография
Родился 23 октября 1929 г. в Краснодаре.
Окончил Кубанский сельскохозяйственный институт (1951).
- 1951—1952 — агроном-семеновод Ейского зерносовхоза Краснодарского края
- 1952—1955 — аспирант Кубанского СХИ.
- 1955—1968 — и. о. доцента, зав. кафедрой растениеводства (1955—1964), старший научный сотрудник (1965—1966), зав. кафедрой растениеводства (1967—1968) Красноярского сельскохозяйственного института.
- 1969—1971 — старший научный сотрудник отдела биофизики Института физики Сибирского отделения АН СССР.
- 1972—1977 — ректор Красноярского сельскохозяйственного института
- 1978—1996 — главный ученый секретарь Президиума Сибирского отделения ВАСХНИЛ (1978—1987),
- 1988—1996 — первый председатель Президиума Дальневосточного отделения ВАСХНИЛ (с 1990 г. — РАСХН)[1].
- с 1997 — главный научный сотрудник Всероссийского НИИ аграрных проблем и информатики.

Доктор с.-х. наук (1972), профессор (1973), академик ВАСХНИЛ (1988, член-корреспондент с 1978), академик РАН (2013).
Специалист в области агроэкологии и технологии возделывания зерновых культур в Сибири и на Дальнем Востоке.
Скончался 23 мая 2017 года. Похоронен на кладбище деревни Коняшино Раменского района Московской области (сектор А).

## Научная деятельность
Является создателем научной школы по технологии возделывания, семеноведению и семеноводству зерновых культур в Сибири и на Дальнем Востоке. Выявил многие закономерности развития элементов структуры урожая в зависимости от агротехнических приемов. Изучил вопросы агроэкологии и технологии возделывания зерновых культур, промышленного экологического семеноводства, посевные качества и урожайные свойства семян зерновых культур в Сибири и на Дальнем Востоке.

## Публикации
- Уборка и силосование кукурузы в Красноярском крае / Р. Б. Кондратьев. — Красноярск : Красноярское книжное издательство, 1955. — 31 с. ; 20 см. — 10000 экз.
- Использование местных резервов производства зерна в колхозе : (опыт чтения лекций по конкретной экономике сельского хозяйства) / Р. Б. Кондратьев. — Красноярск : Красноярский рабочий, 1956. — 27 с. ; 20 см. — (В помощь лектору / Краснояр. краев. лекцион. бюро). — 2500 экз..
- Раздельная уборка хлебов в Красноярском крае / Р. Б. Кондратьев. — Красноярск : Красноярское книжное издательство, 1956. — 32 с. : табл. ; 20 см. — 5000 экз.
- Опыт возделывания кукурузы в Красноярском крае / Р. Б. Кондратьев, Г. А. Черемисинов. — Красноярск : Красноярское книжное издательство, 1956. — 78 с. : табл. ; 20 см. — 5000 экз.
- Семеноводство в колхозе «Красный хлебороб» / Р. Б. Кондратьев. — Красноярск : Красноярское книжное издательство, 1966. — 67 с. : табл. ; 20 см. — 3000 экз.
- Аммиачная вода — резерв повышения урожаев / С. Е. Крылов, Р. Б. Кондратьев. — Красноярск : Красноярское книжное издательство, 1966. — 27 с. : табл. ; 20 см. — 1000 экз.
- Главная культура Сибири / А. Т. Белозеров, К. В. Дергачев, Р. Б. Кондратьев. — Красноярск : Красноярское книжное издательство, 1967. — 144 с. : табл. ; 20 см. — Библиография в конце книги. — 3000 экз..
- Влияние некоторых агротехнических приемов на посевные и урожайные качества овса [Рукопись] : отчет по хоздоговорной теме за 1967 год / Краснояр. с.-х. ин-т, Емельян. откормсовхоз; рук. работы Р. Б. Кондратьев; исполн. В. А. Долгушев. — Красноярск : [б. и.], 1967. — 128 л. : табл. ; 28 см.
- Возможности селекционного использования признаков корневой системы на начальных этапах развития яровой пшеницы : автореферат дис. … канд. с.-х. наук : 534 / Н. Г. Ведров; науч. рук.: Р. Б. Кондратьев, Г. М. Лисовский ; Киров. с.-х. ин-т. — Киров, 1968 (Красноярск : Сибирь). — 26 с. : табл. ; 20 см. — 150 экз. На правах рукописи
- Биология и агротехника начальных периодов роста кукурузы в Красноярской лесостепи : автореферат дис. … канд. с.-х. наук : 538 / Т. Н. Шманаева; [науч. рук. Р. Б. Кондратьев] ; Бурят. с.-х. ин-т. — Улан-Удэ, 1968. — 21 с. ; 20 см. — 300 экз.
- Формирование структуры уровня яровой пшеницы в Красноярской лесостепи при внесении минеральных удобрений : автореферат дис. … канд. с.-х. наук : 538 / Л. К. Тупикова; [науч. рук. Р. Б. Кондратьев] ; Новосиб. с.-х. ин-т. — Новосибирск, 1969. — 30 с. ; 20 см. — 250 экз.
- Влияние сроков сева на рост, развитие, урожай и качество зерна овса в Красноярской лесостепи : автореферат дис. … канд. с.-х. наук / В. А. Долгушев; науч. рук.: В. П. Кривых, Р. Б. Кондратьев ; Иркут. с.-х. ин-т. — Иркутск, 1972 (Красноярск : Сибирь). — 30 с. : табл. ; 20 см. — 200 экз.
- Влияние метеорологических факторов и агротехнических приемов на формирование зерна и качество семян яровой пшеницы в Красноярской лесостепи : автореферат дис. … канд. с.-х. наук : 06.01.09 / Е. М. Нестеренко; [науч. рук. Р. Б. Кондратьев] ; М-во сел. хоз-ва СССР, Ом. с.-х. ин-т им. С. М. Кирова. — Омск, 1975. — 23 с. ; 21 см. — 130 экз.
- Второй хлеб [Текст] / Н. В. Супруненко; [ред. Р. Б. Кондратьев; предисл. Л. В. Катин-Ярцев]. — Красноярск : Красноярское книжное издательство, 1975. — 227 с. : табл. ; 20 см. — 3000 экз.
- Густота растений и приемы предуборочного ухода на семеноводческих посевах картофеля в Красноярской лесостепи : автореферат дис. … канд. с.-х. наук : 06.01.05 / А. С. Мухаметова; науч. рук. Р. Б. Кондратьев ; Белорус. НИИ картофелеводства и плодоводства. — Самохваловичи, Минская обл., 1980 (Красноярск : КСХИ). — 19 с. : табл. ; 20 см. — 150 экз.
- Основы агрономии в условиях Сибири и Дальнего Востока [] : учебное пособие / Р. Б. Кондратьев, В. Х. Яковлев. — М. : Колос, 1983. — 184 с.
- Влияние способов проращивания клубней на ускоренное формирование урожая картофеля в Красноярской лесостепи : автореферат дис. … канд. с.-х. наук : 06.01.09 / И. С. Лютых; науч. рук. Р. Б. Кондратьев ; Новосиб. с.-х. ин-т. — Новосибирск, 1986. — 17 с. : рис., табл. — Библиография в конце книги. — 100 экз. На правах рукописи
- Развитие зернового производства в Сибири и на Дальнем Востоке в условиях научно-технического прогресса : сборник научных трудов / Всесоюз. акад. с.-х. наук им. В. И. Ленина, Сиб. отд-ние, Сиб. НИИ экономики сел. хоз-ва; [редкол.: Р. Б. Кондратьев (отв. ред.), М. Э. Головатюк]. — Новосибирск : СО ВАСХНИЛ, 1987. — 182, [1] с. : ил. ; 21 см. — Библиогр. в конце ст.
- Семенное зерно Сибири. — М.: Росагропромиздат, 1988. — 134 с.
- Перспективы развития полеводства в Красноярском крае : (в свете решений XXII съезда и мартовского Пленума ЦК КПСС) / Р. Б. Кондратьев, канд. с.-х. наук. — Красноярск : Красноярское книжное издательство, 1962. — 60, [3] с. ; 20 см. — 2000 экз..
- Освоение целинных и залежных земель студентами и преподавателями Красноярского сельскохозяйственного института [Текст] / Д. С. Тесленко; науч. рук. Р. В. Павлюкевич // Закон и общество: история, проблемы, перспективы : материалы межвузовской студенческой научно-практической конференции студентов, магистрантов и аспирантов, приуроченной к 20-летию Конституции РФ и Года экологии в России, (апрель 2014 г.) : [в 2 ч.] / М-во сел. хоз-ва Рос. Федерации, Краснояр. гос. аграр. ун-т; [отв. за вып. В. А. Власов, М. В. Григорьева, А. Н. Сторожева]. — Красноярск : КрасГАУ, 2014. — Ч. 1. — С. 119—120

## Награды
Награждён орденом Трудового Красного Знамени (1979), орденом Почёта, медалями СССР и медалями ВДНХ.